# Бах, Густав
Густав Бах (чеш. Gustav Bach; 28 ноября 1841, Шлюссельбург, ныне Лнарже, район Страконице — 28 ноября 1883, Прага) — чешский поэт, редактор и переводчик, публиковавшийся под псевдонимом Будислав Тржемшинский (чеш. Budislav Třemšínský), образованным от названия деревни Будиславице (ныне в составе общины Млади-Смоливец), с которой была связана его семья, и названия горы Тржемшин (827 м, ныне район Пршибрам).
Сын врача. Окончил гимназию в Пльзене, затем в 1861—1865 гг. изучал право в Карловом университете. Работал в Праге в финансовом управлении.
Дебютировал юмористической прозой в журнале «Poutník od Otavy», в 1868 году выпустил сборник стихотворений, передав весь сбор в фонд строительства Национального театра. В стихотворениях Баха преобладала патриотическая тема с декларациями любви к Родине, наряду с ней представлены и фольклорные мотивы, застольные и охотничьи песни, поэма «Граф Кароль» (чеш. Hrabě Karoli), воспевающая свободолюбивых цыган, и сатирическая поэзия, в которой ощутимо влияние Яна Неруды и Генриха Гейне; последнего Бах переводил на чешский язык, также он перевёл с немецкого трагедию Иоганна Вольфганга Гёте «Клавиго». На протяжении 1870-х гг. Бах редактировал различные чешские юмористические журналы: «Rarášek», «Šotek», «Žert»